# 오이와 고
오이와 고(일본어: 大岩 剛, 1972년 6월 23일~)는 일본의 축구 선수 출신 축구 지도자이다. 선수 시절 포지션은 수비수였으며 현재 일본 U-23 축구 국가대표팀의 감독직을 맡고 있다.

## 선수 경력

### 구단
1995년 나고야 그램퍼스에서 데뷔하여 2000년까지 나고야의 주축 수비수로 맹활약하며 J리그 1995 3위, J리그 1996 준우승, 천황배 2회 우승(1995, 1999), 1996-97년 아시안 컵위너스컵 준우승, 3번의 J리그컵 4강 진출(1997, 1999, 2000), 1998년 천황배 4강 진출, J리그 디비전 1 1999 4위의 성적 등에 공헌했다.
그 뒤 2000년 9월 주빌로 이와타로 트레이드되어 J리그 디비전 1 2001 준우승, J리그 디비전 1 2002 우승, 2001년 J리그컵 준우승, 2000-01년 AFC 챔피언스리그 준우승 등에 기여한 뒤 2003년 가시마 앤틀러스로 이적했다.
가시마로 이적한 후 2010년까지 맹활약을 펼치면서 2003년 A3 챔피언스컵 우승, J리그컵 2회 준우승(2003, 2006), J리그 3연패(2007, 2008, 2009), 천황배 2회 우승(2007, 2010), 2008년 AFC 챔피언스리그 8강 진출 등에 기여했으며 2010 시즌 종료 후 15년간의 현역 생활을 마감했다.

### 국가대표팀
2000년 2월 5일 멕시코와의 친선 경기에서 국제 A매치 데뷔전을 치렀고 2000년에만 A매치 3경기를 뛰었으나 이후에는 단 한번도 대표팀의 부름을 받지 못했다.

## 지도자 경력

### 가시마 앤틀러스
선수 은퇴 후인 2011년 친정팀인 가시마 앤틀러스의 수석 코치로 본격적인 지도자 커리어를 시작한 뒤 2017년 5월 전까지 가시마의 수석 코치로 재직하며 2011년 일본 슈퍼컵 준우승, 2012년 천황배 4강, J리그 디비전 1 2014 3위, 2015년 J리그컵 우승, 2016년 천황배 우승, 2016년 FIFA 클럽 월드컵 준우승, 스루가 뱅크 챔피언십 2회 우승(2012, 2013), 2017년 일본 슈퍼컵 우승 등의 굵직한 성적을 이끌었다.
그리고 2017년 5월 가시마 앤틀러스의 감독으로 전격 부임한 이후 2년 8개월 동안 팀을 지휘하며 J1리그 2017 준우승, 2회 연속 리그 3위(2018, 2019), 2회 연속 J리그컵 4강(2018, 2019), 2018년 AFC 챔피언스리그 우승, 2018년 FIFA 클럽 월드컵 4위, 2019년 천황배 준우승 등의 성과를 거두었고 2018년에는 아시아 올해의 감독상을 수상하면서 빼어난 지도력을 발휘했다.

### 일본 U-23 국가대표팀
2021년 12월 16일 모리야스 하지메 감독의 후임으로 일본 U-23 축구 국가대표팀의 감독으로 취임하며 지도자 생활 10년 만에 처음으로 국가대표팀 감독을 맡은 이후 첫 국제 대회인 2022년 AFC U-23 아시안컵 본선에서 일본의 6년 만의 AFC U-23 아시안컵 4강 진출 및 대회 3위 입상을 이끌었다.
이듬해에 열린 2022년 아시안 게임에서는 일본 U-23 대표팀의 2회 연속 아시안 게임 결승 진출을 이끌었지만 결승전에서 대한민국에게 1:2로 패하며 13년 만의 금메달 획득에 실패했다.
그 후 2024년 하계 올림픽 아시아 지역 예선을 겸한 2024년 AFC U-23 아시안컵에서는 일본 U-23 대표팀의 8년 만의 U-23 아시안컵 우승 및 1996년 하계 올림픽 이후 8회 연속 올림픽 본선 진출을 이끌었다.

## 통계
| 일본 | 일본 | 일본 |
| 연도 | 출전 | 득점 |
| ---- | ---- | ---- |
| 2000 | 3    | 0    |
| 통산 | 3    | 0    |

## 대회 성적

### 클럽 (선수)
나고야 그램퍼스
- J1리그 : 준우승 (1996), 3위 (1995), 4위 (1999)
- J리그컵 : 4강 (1997, 1999, 2000)
- 천황배 : 우승 (1995, 1999), 4강 (1998)
- 아시안 컵위너스컵 : 준우승 (1996-97)

주빌로 이와타
- J1리그 : 우승 (2002), 준우승 (2001)
- J리그컵 : 준우승 (2001)
- AFC 챔피언스리그 : 준우승 (2000-01)

가시마 앤틀러스
- J1리그 : 우승 (2007, 2008, 2009)
- J리그컵 : 준우승 (2003, 2006)
- 천황배 : 우승 (2007, 2010)
- A3 챔피언스컵 : 우승 (2003)

### 클럽 (지도자)
가시마 앤틀러스
- J1리그 : 준우승 (2017), 3위 (2014, 2018, 2019)
- J리그컵 : 우승 (2015), 4강 (2018, 2019)
- 천황배 : 우승 (2012), 준우승 (2019), 4강 (2012, 2016)
- AFC 챔피언스리그 : 우승 (2018)
- FIFA 클럽 월드컵 : 준우승 (2016), 4위 (2018)
- 일본 슈퍼컵 : 우승 (2017), 준우승 (2011)
- 스루가 뱅크 챔피언십 : 우승 (2012, 2013), 준우승 (2016)

### 국가대표팀 (지도자)
일본 U-23
- AFC U-23 아시안컵 : 우승 (2024), 3위 (2022)
- 아시안 게임 : 은메달 (2022)

## 수상 내역
- J1리그 베스트 11 : 2001
- 아시아 올해의 감독상 : 2018